# Gérard Denecheau
Gérard Denecheau (La Poitevinière, 29 marzo 1939 – Chaudron-en-Mauges, 20 ottobre 2010) è stato un tiratore a segno francese.
Ha gareggiato nei 50 metri pistola libera ai Giochi della XX Olimpiade.